# فيتا سيدوركينا
فيتالينا «فيتا» سيدوركينا (بالروسية: Вита Сидоркина) مواليد 20 مارس 1994 ; عارضة أزياء روسية.

## روابط خارجية
- فيتا سيدوركينا على موقع دليل عارضات الأزياء (الإنجليزية)
- فيتا سيدوركينا على إنستغرام
- فيتا سيدوركينا في موديلز.كوم